# Lecania ctesicles
Lecania ctesicles là một loài ruồi trong họ Asilidae. Lecania ctesicles được Walker miêu tả năm 1851. Loài này phân bố ở vùng Tân nhiệt đới.